# Helene von Grunelius
Helene von Grunelius (* 14. August 1897 in Kolbsheim; † 17. Dezember 1936 in Arlesheim) war eine deutsche anthroposophische Ärztin. Im Alter von 22 Jahren trat sie in die Anthroposophische Gesellschaft ein. Helene von Grunelius war ein Mitglied der Bankiersfamilie Grunelius aus Frankfurt am Main.

## Leben und Wirken
Sie wuchs in einer kinderreichen Familie auf. Ihr Vater Moritz Eduard Grunelius (1863–1908) wurde 1908 in den erblichen Adelsstand erhoben. Die Kinder derer von Grunelius kamen schon sehr früh in Kontakt mit der Anthroposophie: Die Eltern selbst waren theosopisch eingestellt, ferner durch ihre Privaterzieherin Julia Charlotte Mellinger, die Anthroposophin war. Helenes ältere Schwester Elisabeth ist die Urkindergärtnerin des Waldorfkindergartens.
Nach dem Abitur, das sie in Straßburg ablegte, studierte Helene von Grunelius u. a. in Tübingen und Frankfurt/Main Medizin. In letztgenannter Stadt engagierte sich die junge Studentin in einer anthroposophischen Studentengruppe. Ferner vertiefte sie ihre eigenen anthroposophischen Studien  und rang „mit der universitär gelehrten Medizin. Viele der anthroposophischen Ärzte lernte sie in dieser Zeit näher kennen, besuchte Steiners zweiten Ärzte- und ersten Heileurythmiekurs in der Osterzeit des Jahres 1921 und verfolgte die beiden Klinikgründungen in Arlesheim und Stuttgart“. Im Herbst 1923 übersiedelte Helene von Grunelius nach Stuttgart. Dort schloss sie ein Jahr später in einem städtischen Krankenhaus ihr Medizinstudium mit einem praktischen Jahr ab. Auch nahm sie rege an der dortigen anthroposophischen Entwicklung teil:
So erlangte sie nach zwei interessanten Gesprächen mit dem promovierten Physiker und Leiter des Forschungsinstituts des 'Kommenden Tages', Rudolf Maier, die spontane Erlaubnis, an Rudolf Steiners... 'Wärme'-Kurs für das Stuttgarter Lehrerkollegium der Waldorfschule teilnehmen zu können. Auch erhielt sie von... Clara Smits... eine Mitschrift von Steiners großem medizinischen Kurs über 'Okkulte Physiologie' aus dem Jahre 1911.
Insbesondere der von Rudolf Steiner gehaltene Kurs über Die Moral des medizinischen Studiums und der Praxis (esoterisch und exoterisch) bestimmte entscheidend ihren anthroposophischen Weg innerhalb der Medizin.  Nach einer längeren Krankheit eröffnete Helene von Grunelius im September 1927 in Stuttgart eine eigene Praxis. Dabei arbeitete sie als Schulärztin der Stuttgarter Waldorfschule immer enger mit Eugen Kolisko zusammen und stand zudem, wie schon in früheren Jahren, in regem Kontakt mit Ita Wegman. Ab 1935 arbeitete sie als Ärztin an der Seite von Eugen Kolisko im Sanatorium Burghalde, das bald „ein blühender, heilender Ort wurde“. Der jungen Ärztin lag „die therapeutische Sanatoriumsarbeit ausgesprochen... In der Burghalde konnte Grunelius sich ganz auf ihre Patienten konzentrieren, alles auf die Therapie hinordnen und auf den verschiedensten Ebenen heilsam eingreifen.“ Als Kolisko relativ unvermittelt nach England emigrierte, legte auch sie ihre Arbeit in Burghalde nieder. Auf einer Reise nach Italien brach Helene von Grunelius gesundheitlich zusammen. Bald darauf starb sie im Alter von erst 39 Jahren.